# AFC Ajax in het seizoen 2023/24 (mannen)
In het seizoen 2023/24 kwam Ajax uit in de Eredivisie, KNVB Beker, de kwalificatie en hoofdtoernooi voor de UEFA Europa League en de knock-out fase van de UEFA Conference League.

## Selectie
| Nr.         | Nat.                           | Naam                       | Contract tot | Geboortedatum     | Vorige club         |
| ----------- | ------------------------------ | -------------------------- | ------------ | ----------------- | ------------------- |
| Doelmannen  |                                |                            |              |                   |                     |
| 1           | Vlag van Argentinië            | Gerónimo Rulli             | 30 juni 2026 | 20 mei 1992       | Villarreal          |
| 12          | Vlag van Nederland             | Jay Gorter                 | 30 juni 2026 | 30 mei 2000       | Go Ahead Eagles     |
| 22          | Vlag van Nederland             | Remko Pasveer              | 30 juni 2024 | 8 november 1983   | Vitesse             |
| 40          | Vlag van Duitsland             | Diant Ramaj                | 30 juni 2028 | 19 september 2001 | Eintracht Frankfurt |
| Verdediging |                                |                            |              |                   |                     |
| 2           | Vlag van Nederland             | Devyne Rensch              | 30 juni 2025 | 18 januari 2003   | Jeugdopleiding Ajax |
| 3           | Vlag van Denemarken            | Anton Gaaei                | 30 juni 2028 | 19 november 2002  | Viborg FF           |
| 4           | Vlag van Nederland             | Jorrel Hato                | 30 juni 2025 | 7 maart 2006      | Jeugdopleiding Ajax |
| 13          | Vlag van Turkije               | Ahmetcan Kaplan            | 30 juni 2027 | 16 januari 2003   | Trabzonspor         |
| 18          | Vlag van Kroatië               | Jakov Medić                | 30 juni 2028 | 7 september 1998  | FC St. Pauli        |
| 25          | Vlag van Kroatië               | Borna Sosa                 | 30 juni 2028 | 21 januari 1998   | VfB Stuttgart       |
| 30          | Vlag van Argentinië            | Gastón Ávila               | 30 juni 2028 | 30 september 2001 | Royal Antwerp       |
| 37          | Vlag van Kroatië               | Josip Šutalo               | 30 juni 2028 | 28 februari 2000  | GNK Dinamo          |
| Middenveld  |                                |                            |              |                   |                     |
| 6           | Vlag van Engeland              | Jordan Henderson           | 30 juni 2026 | 17 juni 1990      | Al-Ettifaq          |
| 8           | Vlag van Nederland             | Kenneth Taylor             | 30 juni 2027 | 16 mei 2002       | Jeugdopleiding Ajax |
| 16          | Vlag van Noorwegen             | Sivert Mannsverk           | 30 juni 2028 | 8 mei 2002        | Molde FK            |
| 21          | Vlag van Nederland             | Branco van den Boomen      | 30 juni 2027 | 21 juli 1995      | Toulouse            |
| 24          | Vlag van Nederland             | Silvano Vos                | 30 juni 2028 | 16 maart 2005     | Jeugdopleiding Ajax |
| 28          | Vlag van Nederland             | Kian Fitz-Jim              | 30 juni 2027 | 5 juli 2003       | Jeugdopleiding Ajax |
| 33          | Vlag van Bosnië en Herzegovina | Benjamin Tahirović         | 30 juni 2028 | 3 maart 2003      | AS Roma             |
| 38          | Vlag van IJsland               | Kristian Hlynsson          | 30 juni 2026 | 23 januari 2004   | Jeugdopleiding Ajax |
| Aanval      |                                |                            |              |                   |                     |
| 7           | Vlag van Nederland             | Steven Bergwijn            | 30 juni 2027 | 8 oktober 1997    | Tottenham Hotspur   |
| 9           | Vlag van Nederland             | Brian Brobbey              | 30 juni 2027 | 1 februari 2002   | RB Leipzig          |
| 10          | Vlag van Engeland              | Chuba Akpom                | 30 juni 2028 | 9 oktober 1995    | Middlesbrough       |
| 11          | Vlag van Portugal              | Carlos Forbs               | 30 juni 2028 | 19 maart 2004     | Manchester City     |
| 19          | Vlag van Nederland             | Julian Rijkhoff            | 30 juni 2027 | 25 januari 2005   | Borussia Dortmund   |
| 23          | Vlag van Nederland             | Steven Berghuis            | 30 juni 2025 | 19 december 1991  | Feyenoord           |
| 27          | Vlag van Nederland             | Amourricho van Axel Dongen | 30 juni 2027 | 29 september 2004 | Jeugdopleiding Ajax |

Laatst bijgewerkt: 1 februari 2024

## Leden technische staf en directie
| Naam                    | Functie                                   |
| ----------------------- | ----------------------------------------- |
| Maurice Steijn          | Hoofdtrainer (23 oktober 2023 ontslagen)  |
| John van 't Schip       | Hoofdtrainer (vanaf 30 oktober 2023)      |
| Hedwiges Maduro         | Assistent-trainer                         |
| Said Bakkati            | Assistent-trainer                         |
| Richard Witschge        | Assistent-trainer                         |
| Michael Valkanis        | Assistent-trainer (vanaf 30 oktober 2023) |
| Anton Scheutjens        | Keeperstrainer                            |
| Alessandro Schoenmakers | Performance trainer                       |
| Max Lesser              | Hoofd Analyse (tot 24 september 2023)     |
| Edmond Claus (wnd.)     | Hoofd jeugdopleiding                      |

| Naam                | Functie                       |
| ------------------- | ----------------------------- |
| Alex Kroes          | Algemeen directeur            |
| Susan Lenderink     | Financieel directeur          |
| VACANT              | Directeur voetbalzaken        |
| Menno Geelen        | Commercieel directeur         |
| Marijn Beuker       | Director of Football          |
| Klaas-Jan Huntelaar | Technisch manager             |
| Kelvin de Lang      | Hoofd Scouting                |
| Casimir Westerveld  | Directeur voetbalontwikkeling |

## Wedstrijdverslagen

### Vriendschappelijke wedstrijden
| 8 juli 2023, 13:00 uur         | Ajax                     | 2-2 (0-1) | FC Den Bosch            | Opstelling Ajax | Opstelling FC Den Bosch |  |
| Stadion: Sportpark De Toekomst | Misehouy 74' Kalokoh 78' |           | 16' Vicario 71' Keijser | Eerste helft: Pasveer, Gooijer, Salah-Eddine, Hato, Wijndal, Vos, van den Boomen, Klaassen, Berghuis, de Waal, Godts Tweede helft: de Graaff, Brandes, Aertssen, Agougil, Chahid, Kalokoh, Warmerdam, Jermoumi, Misehouy, Banel, Martha | Roggeveen 46' ( Vrolijks), van den Bogert 46' ( Laros 64'), van Grunsven 61' ( Akanni 87'), Schell 11' ( Maas 79' ( Goutier)), Zelalem 32' ( Boumassaoudi 46' ( Ahannach 79' ( Kemmeren))), Ikeshita 45' 46' ( Sjalva Ogbaidze), de Groot 61' ( Keijser), Gyamfi 61' ( Barglan, Mulders 46' ( Leijten), Kotzebue 55' ( Tomas Kalinauskas), Vicario 61' ( van Bakel) |  |
| Stadion: Sportpark De Toekomst |                          |           |                         | Eerste helft: Pasveer, Gooijer, Salah-Eddine, Hato, Wijndal, Vos, van den Boomen, Klaassen, Berghuis, de Waal, Godts Tweede helft: de Graaff, Brandes, Aertssen, Agougil, Chahid, Kalokoh, Warmerdam, Jermoumi, Misehouy, Banel, Martha | Roggeveen 46' ( Vrolijks), van den Bogert 46' ( Laros 64'), van Grunsven 61' ( Akanni 87'), Schell 11' ( Maas 79' ( Goutier)), Zelalem 32' ( Boumassaoudi 46' ( Ahannach 79' ( Kemmeren))), Ikeshita 45' 46' ( Sjalva Ogbaidze), de Groot 61' ( Keijser), Gyamfi 61' ( Barglan, Mulders 46' ( Leijten), Kotzebue 55' ( Tomas Kalinauskas), Vicario 61' ( van Bakel) |  |
| Stadion: Sportpark De Toekomst |                          |           |                         | Eerste helft: Pasveer, Gooijer, Salah-Eddine, Hato, Wijndal, Vos, van den Boomen, Klaassen, Berghuis, de Waal, Godts Tweede helft: de Graaff, Brandes, Aertssen, Agougil, Chahid, Kalokoh, Warmerdam, Jermoumi, Misehouy, Banel, Martha | Roggeveen 46' ( Vrolijks), van den Bogert 46' ( Laros 64'), van Grunsven 61' ( Akanni 87'), Schell 11' ( Maas 79' ( Goutier)), Zelalem 32' ( Boumassaoudi 46' ( Ahannach 79' ( Kemmeren))), Ikeshita 45' 46' ( Sjalva Ogbaidze), de Groot 61' ( Keijser), Gyamfi 61' ( Barglan, Mulders 46' ( Leijten), Kotzebue 55' ( Tomas Kalinauskas), Vicario 61' ( van Bakel) |  |
|                                |                          |           |                         | | |  |

| 18 juli 2023, 14:00 uur                                                         | Ajax                              | 3-0 (3-0) | Shakhtar Donetsk | Opstelling Ajax | Opstelling Shakhtar Donetsk |  |
| Stadion: Sportpark De Toekomst Toeschouwers: 150 Scheidsrechter: Robin Hensgens | Kudus 19' (pen.) 34' Bergwijn 32' |           |                  | Gorter 46' ( Pasveer), Salah-Eddine 46' ( Bassey), Hato 62' ( Hlynsson), Aertssen 46' ( Godts), Rensch 46' ( Gooijer), van den Boomen 62' ( Vos), Klaassen 62' ( Milovanović), Tahirović 46' ( Taylor), Bergwijn 46' ( Wijndal), Rasmussen 46' ( Brobbey), Kudus 46' ( Daramy) RESERVEBANK: Pasveer, Bassey, Brobbey, Daramy, Godts, Gooijer, Hlynsson, Milovanović, Taylor, Vos, Wijndal | Riznyk 46' ( Tvardovskyi), Topalov 62' ( Kornijenko), Matvijenko 62' ( Rakitskiy), Bondar, Gocholeishvili 74' ( Kozik), Kryskiv 46' ( Ocheretko), Bondarenko 74' ( Traoré), Soedakov 74' ( Castillo), Zoebkov 46' ( Toirov), Sikan 46' ( Kelsy), Kashchuk 46' ( Vyunnyk) RESERVEBANK: Tvardovskyi, Kornijenko, Rakitskiy, Kozik, Ocheretko, Traoré, Castillo, Toirov, Kelsy, Vyunnyk, Hlushchenko, Puzankov, Oharkov, Troebin |  |
| Stadion: Sportpark De Toekomst Toeschouwers: 150 Scheidsrechter: Robin Hensgens |                                   |           |                  | Gorter 46' ( Pasveer), Salah-Eddine 46' ( Bassey), Hato 62' ( Hlynsson), Aertssen 46' ( Godts), Rensch 46' ( Gooijer), van den Boomen 62' ( Vos), Klaassen 62' ( Milovanović), Tahirović 46' ( Taylor), Bergwijn 46' ( Wijndal), Rasmussen 46' ( Brobbey), Kudus 46' ( Daramy) RESERVEBANK: Pasveer, Bassey, Brobbey, Daramy, Godts, Gooijer, Hlynsson, Milovanović, Taylor, Vos, Wijndal | Riznyk 46' ( Tvardovskyi), Topalov 62' ( Kornijenko), Matvijenko 62' ( Rakitskiy), Bondar, Gocholeishvili 74' ( Kozik), Kryskiv 46' ( Ocheretko), Bondarenko 74' ( Traoré), Soedakov 74' ( Castillo), Zoebkov 46' ( Toirov), Sikan 46' ( Kelsy), Kashchuk 46' ( Vyunnyk) RESERVEBANK: Tvardovskyi, Kornijenko, Rakitskiy, Kozik, Ocheretko, Traoré, Castillo, Toirov, Kelsy, Vyunnyk, Hlushchenko, Puzankov, Oharkov, Troebin |  |
| Stadion: Sportpark De Toekomst Toeschouwers: 150 Scheidsrechter: Robin Hensgens |                                   |           |                  | Gorter 46' ( Pasveer), Salah-Eddine 46' ( Bassey), Hato 62' ( Hlynsson), Aertssen 46' ( Godts), Rensch 46' ( Gooijer), van den Boomen 62' ( Vos), Klaassen 62' ( Milovanović), Tahirović 46' ( Taylor), Bergwijn 46' ( Wijndal), Rasmussen 46' ( Brobbey), Kudus 46' ( Daramy) RESERVEBANK: Pasveer, Bassey, Brobbey, Daramy, Godts, Gooijer, Hlynsson, Milovanović, Taylor, Vos, Wijndal | Riznyk 46' ( Tvardovskyi), Topalov 62' ( Kornijenko), Matvijenko 62' ( Rakitskiy), Bondar, Gocholeishvili 74' ( Kozik), Kryskiv 46' ( Ocheretko), Bondarenko 74' ( Traoré), Soedakov 74' ( Castillo), Zoebkov 46' ( Toirov), Sikan 46' ( Kelsy), Kashchuk 46' ( Vyunnyk) RESERVEBANK: Tvardovskyi, Kornijenko, Rakitskiy, Kozik, Ocheretko, Traoré, Castillo, Toirov, Kelsy, Vyunnyk, Hlushchenko, Puzankov, Oharkov, Troebin |  |
|                                                                                 |                                   |           |                  | | |  |

| 22 juli 2023, 13:30 uur                             | Anderlecht                                  | 3-0 (1-0) | Ajax | Opstelling Anderlecht | Opstelling Ajax |  |
| Stadion: Lotto Park Scheidsrechter: Jasper Vergoote | Dolberg 12' Aertssen 80' (e.d.) Raman 90+4' |           |      | Dupé, N'Diaye, Vertonghen, Debast 89' ( Delcroix), Patris 76' ( Sardella), Arnstad 85' ( Mario Stroeykens), Diawara, Ashimeru 61' ( Leoni), Amuzu, Dolberg 76' ( Raman), Dreyer 88' ( Degreef) RESERVEBANK: Angulo, Coosemans, Degreef, Delcroix, Kana, Leoni, Lissens, Monticelli, Raman, Sardella, Mario Stroeykens, Vercauteren | Rulli 67' ( Gorter), Salah-Eddine, Hato, Aertssen, Rensch, Taylor 90+1' ( Godts), van den Boomen, Klaassen 46' ( Tahirović), Bergwijn 75' ( Daramy), Brobbey 68' ( Conceição), Kudus RESERVEBANK: Bassey, Conceição, Godts, Gooijer, Gorter, Daramy, Hlynsson, Rasmussen, Kremers, Milovanović, Tahirović, Wijndal |  |
| Stadion: Lotto Park Scheidsrechter: Jasper Vergoote |                                             |           |      | Dupé, N'Diaye, Vertonghen, Debast 89' ( Delcroix), Patris 76' ( Sardella), Arnstad 85' ( Mario Stroeykens), Diawara, Ashimeru 61' ( Leoni), Amuzu, Dolberg 76' ( Raman), Dreyer 88' ( Degreef) RESERVEBANK: Angulo, Coosemans, Degreef, Delcroix, Kana, Leoni, Lissens, Monticelli, Raman, Sardella, Mario Stroeykens, Vercauteren | Rulli 67' ( Gorter), Salah-Eddine, Hato, Aertssen, Rensch, Taylor 90+1' ( Godts), van den Boomen, Klaassen 46' ( Tahirović), Bergwijn 75' ( Daramy), Brobbey 68' ( Conceição), Kudus RESERVEBANK: Bassey, Conceição, Godts, Gooijer, Gorter, Daramy, Hlynsson, Rasmussen, Kremers, Milovanović, Tahirović, Wijndal |  |
| Stadion: Lotto Park Scheidsrechter: Jasper Vergoote |                                             |           |      | Dupé, N'Diaye, Vertonghen, Debast 89' ( Delcroix), Patris 76' ( Sardella), Arnstad 85' ( Mario Stroeykens), Diawara, Ashimeru 61' ( Leoni), Amuzu, Dolberg 76' ( Raman), Dreyer 88' ( Degreef) RESERVEBANK: Angulo, Coosemans, Degreef, Delcroix, Kana, Leoni, Lissens, Monticelli, Raman, Sardella, Mario Stroeykens, Vercauteren | Rulli 67' ( Gorter), Salah-Eddine, Hato, Aertssen, Rensch, Taylor 90+1' ( Godts), van den Boomen, Klaassen 46' ( Tahirović), Bergwijn 75' ( Daramy), Brobbey 68' ( Conceição), Kudus RESERVEBANK: Bassey, Conceição, Godts, Gooijer, Gorter, Daramy, Hlynsson, Rasmussen, Kremers, Milovanović, Tahirović, Wijndal |  |
|                                                     |                                             |           |      | | |  |

| 25 juli 2023, 17:00 uur                            | Ajax                                                          | 5-3 (1-2) | Unterhaching                             | Opstelling Ajax | Opstelling Unterhaching |  |
| Stadion: Adi-Dassler-Sportplatz Christopher Knauer | Brobbey 39' Hlynsson 55' Godts 64' Tahirović 71' Bergwijn 73' |           | 2' Skarlatidis 36' Schwabl 85' Gottmeier | Eerste helft: Gorter, Milovanović, Gooijer, Wijndal, Jermoumi, Taylor, Klaassen, Misehouy, Daramy, Brobbey, Conceição Tweede helft: Rulli, Rensch, Hato, Aertssen, Salah-Eddine, van den Boomen, Tahirović, Hlynsson, Bergwijn, Rasmussen, Godts | Eerste helft: Vollath, Haxhosaj, Zimmermann, J. Welzmüller, Schwabl, Grob 41', Westermeier, Keller, Skarlatidis, Hobsch, Schmid Tweede helft: Heide, Bauer, Fröhlich, Hoops 81', Ortel, M. Welzmüller, Hirtlreiter, Keller 60' ( Leuthard), Gottmeier, Fetsch, Waidner |  |
| Stadion: Adi-Dassler-Sportplatz Christopher Knauer |                                                               |           |                                          | Eerste helft: Gorter, Milovanović, Gooijer, Wijndal, Jermoumi, Taylor, Klaassen, Misehouy, Daramy, Brobbey, Conceição Tweede helft: Rulli, Rensch, Hato, Aertssen, Salah-Eddine, van den Boomen, Tahirović, Hlynsson, Bergwijn, Rasmussen, Godts | Eerste helft: Vollath, Haxhosaj, Zimmermann, J. Welzmüller, Schwabl, Grob 41', Westermeier, Keller, Skarlatidis, Hobsch, Schmid Tweede helft: Heide, Bauer, Fröhlich, Hoops 81', Ortel, M. Welzmüller, Hirtlreiter, Keller 60' ( Leuthard), Gottmeier, Fetsch, Waidner |  |
| Stadion: Adi-Dassler-Sportplatz Christopher Knauer |                                                               |           |                                          | Eerste helft: Gorter, Milovanović, Gooijer, Wijndal, Jermoumi, Taylor, Klaassen, Misehouy, Daramy, Brobbey, Conceição Tweede helft: Rulli, Rensch, Hato, Aertssen, Salah-Eddine, van den Boomen, Tahirović, Hlynsson, Bergwijn, Rasmussen, Godts | Eerste helft: Vollath, Haxhosaj, Zimmermann, J. Welzmüller, Schwabl, Grob 41', Westermeier, Keller, Skarlatidis, Hobsch, Schmid Tweede helft: Heide, Bauer, Fröhlich, Hoops 81', Ortel, M. Welzmüller, Hirtlreiter, Keller 60' ( Leuthard), Gottmeier, Fetsch, Waidner |  |
|                                                    |                                                               |           |                                          | | |  |

| 29 juli 2023, 15:00 uur                                                 | Augsburg                               | 3-1 (1-0) | Ajax               | Opstelling Augsburg | Opstelling Ajax |  |
| Stadion: WWK ARENA Toeschouwers: 17.000 Scheidsrechter: Robert Hartmann | Rulli 42' (e.d.) Michel 69' 76' (pen.) |           | 56' (pen.) Brobbey | Dahmen, Čolina 74' ( Zehnter), Winther, Pfeiffer, Engels, Maier, Breithaupt, Dorsch, Vargas 46' ( Cardona), Michel, Tietz RESERVEBANK: Cardona, Kömür, Łubik, Sarenren Bazee, Stanić, Zehnter | Rulli, Rensch 83' ( Salah-Eddine), Aertssen 75' ( Klaassen), Hato, Wijndal, Tahirović, van den Boomen ( 46'), Taylor, Daramy 46' ( Conceição), Brobbey 88' ( Rasmussen), Bergwijn 46' ( Godts) RESERVEBANK: Conceição, Godts, Rasmussen, Klaassen, Gorter, Gooijer, Hlynsson, Vos, Setford, Salah-Eddine |  |
| Stadion: WWK ARENA Toeschouwers: 17.000 Scheidsrechter: Robert Hartmann |                                        |           |                    | Dahmen, Čolina 74' ( Zehnter), Winther, Pfeiffer, Engels, Maier, Breithaupt, Dorsch, Vargas 46' ( Cardona), Michel, Tietz RESERVEBANK: Cardona, Kömür, Łubik, Sarenren Bazee, Stanić, Zehnter | Rulli, Rensch 83' ( Salah-Eddine), Aertssen 75' ( Klaassen), Hato, Wijndal, Tahirović, van den Boomen ( 46'), Taylor, Daramy 46' ( Conceição), Brobbey 88' ( Rasmussen), Bergwijn 46' ( Godts) RESERVEBANK: Conceição, Godts, Rasmussen, Klaassen, Gorter, Gooijer, Hlynsson, Vos, Setford, Salah-Eddine |  |
| Stadion: WWK ARENA Toeschouwers: 17.000 Scheidsrechter: Robert Hartmann |                                        |           |                    | Dahmen, Čolina 74' ( Zehnter), Winther, Pfeiffer, Engels, Maier, Breithaupt, Dorsch, Vargas 46' ( Cardona), Michel, Tietz RESERVEBANK: Cardona, Kömür, Łubik, Sarenren Bazee, Stanić, Zehnter | Rulli, Rensch 83' ( Salah-Eddine), Aertssen 75' ( Klaassen), Hato, Wijndal, Tahirović, van den Boomen ( 46'), Taylor, Daramy 46' ( Conceição), Brobbey 88' ( Rasmussen), Bergwijn 46' ( Godts) RESERVEBANK: Conceição, Godts, Rasmussen, Klaassen, Gorter, Gooijer, Hlynsson, Vos, Setford, Salah-Eddine |  |
|                                                                         |                                        |           |                    | | |  |

| 6 augustus 2023, 17:00 uur                                      | Borussia Dortmund        | 3-1 (1-1) | Ajax       | Opstelling Borussia Dortmund | Opstelling Ajax |  |
| Stadion: Signal Iduna Park Toeschouwers: 80.500 Scheidsrechter: | Brandt 6' Nmecha 54' 60' |           | 7' Brobbey | Meyer, Bensebaini 71' ( Bueno), Hummels, Süle, Ryerson 63' ( Wolf), Can, Sabitzer 72' ( Özcan), Reus 46' ( Nmecha), Brandt, Haller 63' ( Youssoufa Moukoko), Malen 63' ( Hazard) RESERVEBANK: Bamba, Blank, Bueno, Hazard, Lotka, Youssoufa Moukoko, Nmecha, Özcan, Papadopoulos, Pohlmann, Wolf | Rulli 64' ( Ramaj), Salah-Eddine, Hato, Aertssen 46' ( Medić), Rensch, Taylor 63' ( van den Boomen 79'), Tahirović 88' ( Hlynsson), Klaassen 63' ( Berghuis), Bergwijn, Brobbey 89', Kudus 38' 77' ( Forbs) RESERVEBANK: Berghuis, Forbs, Gooijer, Gorter, Daramy, Hlynsson, Rasmussen, Medić, Ramaj, Vos, Wijndal, van den Boomen |  |
| Stadion: Signal Iduna Park Toeschouwers: 80.500 Scheidsrechter: |                          |           |            | Meyer, Bensebaini 71' ( Bueno), Hummels, Süle, Ryerson 63' ( Wolf), Can, Sabitzer 72' ( Özcan), Reus 46' ( Nmecha), Brandt, Haller 63' ( Youssoufa Moukoko), Malen 63' ( Hazard) RESERVEBANK: Bamba, Blank, Bueno, Hazard, Lotka, Youssoufa Moukoko, Nmecha, Özcan, Papadopoulos, Pohlmann, Wolf | Rulli 64' ( Ramaj), Salah-Eddine, Hato, Aertssen 46' ( Medić), Rensch, Taylor 63' ( van den Boomen 79'), Tahirović 88' ( Hlynsson), Klaassen 63' ( Berghuis), Bergwijn, Brobbey 89', Kudus 38' 77' ( Forbs) RESERVEBANK: Berghuis, Forbs, Gooijer, Gorter, Daramy, Hlynsson, Rasmussen, Medić, Ramaj, Vos, Wijndal, van den Boomen |  |
| Stadion: Signal Iduna Park Toeschouwers: 80.500 Scheidsrechter: |                          |           |            | Meyer, Bensebaini 71' ( Bueno), Hummels, Süle, Ryerson 63' ( Wolf), Can, Sabitzer 72' ( Özcan), Reus 46' ( Nmecha), Brandt, Haller 63' ( Youssoufa Moukoko), Malen 63' ( Hazard) RESERVEBANK: Bamba, Blank, Bueno, Hazard, Lotka, Youssoufa Moukoko, Nmecha, Özcan, Papadopoulos, Pohlmann, Wolf | Rulli 64' ( Ramaj), Salah-Eddine, Hato, Aertssen 46' ( Medić), Rensch, Taylor 63' ( van den Boomen 79'), Tahirović 88' ( Hlynsson), Klaassen 63' ( Berghuis), Bergwijn, Brobbey 89', Kudus 38' 77' ( Forbs) RESERVEBANK: Berghuis, Forbs, Gooijer, Gorter, Daramy, Hlynsson, Rasmussen, Medić, Ramaj, Vos, Wijndal, van den Boomen |  |
|                                                                 |                          |           |            | | |  |

### Europese wedstrijden
| Datum      | Wedstrijd                     | Uitslag |
| ---------- | ----------------------------- | ------- |
| 24-08-2023 | PFK Loedogorets – Ajax        | 1 – 4   |
| 31-08-2023 | Ajax – PFK Loedogorets        | 0 – 1   |
| 21-09-2023 | Ajax – Olympique Marseille    | 3 – 3   |
| 05-10-2023 | AEK Athene – Ajax             | 1 – 1   |
| 26-10-2023 | Brighton & Hove Albion – Ajax | 2 – 0   |
| 09-11-2023 | Ajax – Brighton & Hove Albion | 0 – 2   |
| 30-11-2023 | Olympique Marseille – Ajax    | 4 – 3   |
| 14-12-2023 | Ajax – AEK Athene             | 3 – 1   |

### UEFA Europa League Play-offronde
| 24 augustus 2023, 20:00 uur | Loedogorets       | 1-4 (0-3) | Ajax                          | Opstelling Loedogorets | Opstelling Ajax |  |
| Stadion: Huvepharma Arena Toeschouwers: 9.880 Scheidsrechter: Marco Di Bello Assistenten: Giorgio Peretti Assistenten: Alessandro Lo Cicero 4de official: Ivano Pezzuto Video-assistent: Daniele Chiffi AVAR: Luigi Nasca | Verdon 70' (pen.) |           | 16' 18' 50' Kudus 40' Brobbey | Padt, Heister, Sundberg, Verdon, Witry, Piotrowski, Gonçalves 46' ( Yankov), Yordanov 78' ( Naressi), Despodov 56' ( Delev), Rwan Cruz 65' ( Rick), Tekpetey 56' ( Vidal) RESERVEBANK: Yankov, Naressi, Delev, Rick, Vidal, Nedelev, Pepelyashev, Plastun, Russo, Sluga, Terziev, Tissera | Gorter, Rensch, Wijndal 78' ( Salah-Eddine), Hato, Medić 81', Tahirović, Taylor 72' ( van den Boomen), Berghuis 72' ( Klaassen), Bergwijn, Brobbey 46' ( Forbs), Kudus 90' ( Godts) RESERVEBANK: Aertssen, Salah-Eddine, van den Boomen, Klaassen, Godts, Forbs, Gaaei, Rasmussen, Hlynsson, Vos, Ramaj |  |
| Stadion: Huvepharma Arena Toeschouwers: 9.880 Scheidsrechter: Marco Di Bello Assistenten: Giorgio Peretti Assistenten: Alessandro Lo Cicero 4de official: Ivano Pezzuto Video-assistent: Daniele Chiffi AVAR: Luigi Nasca |                   |           |                               | Padt, Heister, Sundberg, Verdon, Witry, Piotrowski, Gonçalves 46' ( Yankov), Yordanov 78' ( Naressi), Despodov 56' ( Delev), Rwan Cruz 65' ( Rick), Tekpetey 56' ( Vidal) RESERVEBANK: Yankov, Naressi, Delev, Rick, Vidal, Nedelev, Pepelyashev, Plastun, Russo, Sluga, Terziev, Tissera | Gorter, Rensch, Wijndal 78' ( Salah-Eddine), Hato, Medić 81', Tahirović, Taylor 72' ( van den Boomen), Berghuis 72' ( Klaassen), Bergwijn, Brobbey 46' ( Forbs), Kudus 90' ( Godts) RESERVEBANK: Aertssen, Salah-Eddine, van den Boomen, Klaassen, Godts, Forbs, Gaaei, Rasmussen, Hlynsson, Vos, Ramaj |  |
| Stadion: Huvepharma Arena Toeschouwers: 9.880 Scheidsrechter: Marco Di Bello Assistenten: Giorgio Peretti Assistenten: Alessandro Lo Cicero 4de official: Ivano Pezzuto Video-assistent: Daniele Chiffi AVAR: Luigi Nasca |                   |           |                               | Padt, Heister, Sundberg, Verdon, Witry, Piotrowski, Gonçalves 46' ( Yankov), Yordanov 78' ( Naressi), Despodov 56' ( Delev), Rwan Cruz 65' ( Rick), Tekpetey 56' ( Vidal) RESERVEBANK: Yankov, Naressi, Delev, Rick, Vidal, Nedelev, Pepelyashev, Plastun, Russo, Sluga, Terziev, Tissera | Gorter, Rensch, Wijndal 78' ( Salah-Eddine), Hato, Medić 81', Tahirović, Taylor 72' ( van den Boomen), Berghuis 72' ( Klaassen), Bergwijn, Brobbey 46' ( Forbs), Kudus 90' ( Godts) RESERVEBANK: Aertssen, Salah-Eddine, van den Boomen, Klaassen, Godts, Forbs, Gaaei, Rasmussen, Hlynsson, Vos, Ramaj |  |
| |                   |           |                               | | |  |

| 31 augustus 2023, 20:00 uur | Ajax | 0-1 (0-0) | Loedogorets | Opstelling Ajax | Opstelling Loedogorets |  |
| Stadion: Johan Cruijff ArenA Toeschouwers: 50.900 Scheidsrechter: Ivan Kružliak Assistenten: Branislav Hancko Assistenten: Jan Pozor 4de official: Peter Kralović Video-assistent: Bastian Dankert AVAR: Timo Gerach |      |           | 62' Tissera | Gorter, Wijndal 81' ( Salah-Eddine), Hato, Medić, Rensch, Tahirović, van den Boomen 46' ( Klaassen), Taylor 56', Bergwijn 45' 71' ( Godts), Brobbey, Forbs 59' ( Berghuis 74') RESERVEBANK: Aertssen, Banel, Berghuis, Gaaei, Godts, Hlynsson, Klaassen, Ramaj, Rasmussen, Salah-Eddine, Setford, Vos | Sluga, Heister, Verdon, Sundberg, Witry, Piotrowski 81' ( Naressi), Gonçalves, Yordanov 60' ( Yankov), Tekpetey 81' ( Delev), Rwan Cruz 46' ( Tissera), Vidal 66' ( Rick) RESERVEBANK: Delev, Despodov, Naressi, Rick, Padt, Pepelyashev, Plastun, Russo, Son, Terziev, Tissera, Yankov |  |
| Stadion: Johan Cruijff ArenA Toeschouwers: 50.900 Scheidsrechter: Ivan Kružliak Assistenten: Branislav Hancko Assistenten: Jan Pozor 4de official: Peter Kralović Video-assistent: Bastian Dankert AVAR: Timo Gerach |      |           |             | Gorter, Wijndal 81' ( Salah-Eddine), Hato, Medić, Rensch, Tahirović, van den Boomen 46' ( Klaassen), Taylor 56', Bergwijn 45' 71' ( Godts), Brobbey, Forbs 59' ( Berghuis 74') RESERVEBANK: Aertssen, Banel, Berghuis, Gaaei, Godts, Hlynsson, Klaassen, Ramaj, Rasmussen, Salah-Eddine, Setford, Vos | Sluga, Heister, Verdon, Sundberg, Witry, Piotrowski 81' ( Naressi), Gonçalves, Yordanov 60' ( Yankov), Tekpetey 81' ( Delev), Rwan Cruz 46' ( Tissera), Vidal 66' ( Rick) RESERVEBANK: Delev, Despodov, Naressi, Rick, Padt, Pepelyashev, Plastun, Russo, Son, Terziev, Tissera, Yankov |  |
| Stadion: Johan Cruijff ArenA Toeschouwers: 50.900 Scheidsrechter: Ivan Kružliak Assistenten: Branislav Hancko Assistenten: Jan Pozor 4de official: Peter Kralović Video-assistent: Bastian Dankert AVAR: Timo Gerach |      |           |             | Gorter, Wijndal 81' ( Salah-Eddine), Hato, Medić, Rensch, Tahirović, van den Boomen 46' ( Klaassen), Taylor 56', Bergwijn 45' 71' ( Godts), Brobbey, Forbs 59' ( Berghuis 74') RESERVEBANK: Aertssen, Banel, Berghuis, Gaaei, Godts, Hlynsson, Klaassen, Ramaj, Rasmussen, Salah-Eddine, Setford, Vos | Sluga, Heister, Verdon, Sundberg, Witry, Piotrowski 81' ( Naressi), Gonçalves, Yordanov 60' ( Yankov), Tekpetey 81' ( Delev), Rwan Cruz 46' ( Tissera), Vidal 66' ( Rick) RESERVEBANK: Delev, Despodov, Naressi, Rick, Padt, Pepelyashev, Plastun, Russo, Son, Terziev, Tissera, Yankov |  |
| |      |           |             | | |  |

### Eredivisie
| Datum      | Wedstrijd              | Uitslag |
| ---------- | ---------------------- | ------- |
| 12-08-2023 | Ajax – Heracles Almelo | 4 – 1   |
| 19-08-2023 | Excelsior – Ajax       | 2 – 2   |
| 03-09-2023 | Fortuna Sittard – Ajax | 0 – 0   |
| 17-09-2023 | FC Twente – Ajax       | 3 – 1   |
| 24-09-2023 | Ajax – Feyenoord       | 0 – 4   |
| 08-10-2023 | Ajax – AZ              | 1 – 2   |
| 22-10-2023 | FC Utrecht – Ajax      | 4 – 3   |
| 29-10-2023 | PSV – Ajax             | 5 – 2   |
| 02-11-2023 | Ajax – FC Volendam *   | 2 – 0   |
| 05-11-2023 | Ajax – sc Heerenveen   | 4 – 1   |

* Wedstrijd werd verzet. Eerdere datum was 27 september 2023

## Transfers
| Nat.                           | Naam                  | Van/naar            | Afkoopsom     |
| ------------------------------ | --------------------- | ------------------- | ------------- |
| Inkomend                       |                       |                     |               |
| Vlag van Kroatië               | Josip Šutalo          | GNK Dinamo          | € 20.500.000  |
| Vlag van Georgië               | Georges Mikautadze    | FC Metz             | € 16.000.000  |
| Vlag van Portugal              | Carlos Forbs          | Manchester City     | € 14.000.000  |
| Vlag van Argentinië            | Gastón Ávila          | Royal Antwerp       | € 12.500.000  |
| Vlag van Engeland              | Chuba Akpom           | Middlesbrough       | € 12.300.000  |
| Vlag van Kroatië               | Borna Sosa            | VfB Stuttgart       | € 8.000.000   |
| Vlag van Bosnië en Herzegovina | Benjamin Tahirović    | AS Roma             | € 7.500.000   |
| Vlag van Noorwegen             | Sivert Mannsverk      | Molde FK            | € 6.000.000   |
| Vlag van Denemarken            | Anton Gaaei           | Viborg FF           | € 4.500.000   |
| Vlag van Duitsland             | Diant Ramaj           | Eintracht Frankfurt | € 4.000.000   |
| Vlag van Kroatië               | Jakov Medić           | FC St. Pauli        | € 3.000.000   |
| Vlag van Nederland             | Branco van den Boomen | Toulouse            | transfervrij  |
| TOTAAL UITGAVEN:               | TOTAAL UITGAVEN:      | TOTAAL UITGAVEN:    | € 92.300.000  |
| Uitgaand                       |                       |                     |               |
| Vlag van Ghana                 | Mohammed Kudus        | West Ham United     | € 43.000.000  |
| Vlag van Nederland             | Jurriën Timber        | Arsenal             | € 40.000.000  |
| Vlag van Mexico                | Edson Álvarez         | West Ham United     | € 38.000.000  |
| Vlag van Nigeria               | Calvin Bassey         | Fulham              | € 22.500.000  |
| Vlag van Denemarken            | Mohamed Daramy        | Stade Reims         | € 12.000.000  |
| Vlag van Nederland             | Youri Regeer          | FC Twente           | € 900.000     |
| Vlag van Oostenrijk            | Florian Grillitsch    | TSG 1899 Hoffenheim | transfervrij  |
| Vlag van Servië                | Dušan Tadić           | Fenerbahçe          | transfervrij  |
| Vlag van Nederland             | Davy Klaassen         | Inter               | transfervrij  |
| Vlag van Nederland             | Kik Pierie            | Excelsior Rotterdam | ?             |
| Vlag van Nederland             | Naci Ünüvar           | FC Twente           | huurbasis     |
| Vlag van Nederland             | Youri Baas            | N.E.C.              | huurbasis     |
| Vlag van Mexico                | Jorge Sánchez         | FC Porto            | huurbasis     |
| Vlag van Nederland             | Kian Fitz-Jim         | Excelsior Rotterdam | huurbasis     |
| Vlag van Portugal              | Francisco Conceição   | FC Porto            | huurbasis     |
| Vlag van Nederland             | Owen Wijndal          | Royal Antwerp       | huurbasis     |
| Vlag van Nederland             | Maarten Stekelenburg  | Einde carrière      | -             |
| Vlag van Italië                | Lorenzo Lucca         | Pisa                | Einde huur    |
| TOTAAL INKOMEN:                | TOTAAL INKOMEN:       | TOTAAL INKOMEN:     | € 156.400.000 |